# Campeonato de Madrid de 1903
El Campeonato de Madrid de Foot-Ball Association de 1903 fue una competición futbolística y primera edición del campeonato del mismo nombre disputado en Madrid. Organizado por la Agrupación Madrileña de Clubes de Foot-Ball se invitó a participar a los diferentes equipos de fútbol que integraban la zona centro como primera competición oficial existente en la capital.
Este torneo en forma de liguilla de todos contra todos, fue disputada por cuatro clubes, a saber, el The Modern Foot-Ball Club —quien fue el vencedor final—, el Madrid Foot-Ball Club, el Moncloa Foot-Ball Club y el Iberia Foot-Ball Club. La cercanía del período estival, dio con el traslado de la competición al final del otoño, prolongándose hasta comienzos de 1904. El foot-ball no solía ser entonces un deporte practicado en la etapa de mayor sol, por el gran esfuerzo que suponía.

## Desarrollo
Parece que la unión de los jugadores del Español Foot-Ball Club al Madrid F. C. para la disputa, dio con la dimisión de la presidencia de la federación madrileña de Carlos Padrós, para pasar así a ocupar la presidencia del club madridista para, según parece, velar por un correcto cumplimiento normativas futbolísticas vigentes desde el club con mayor expansión e influencia en la capital. El Club Español se vio con que varios de sus futbolistas no podrían participar en el torneo debido a que hacía pocas fechas que éstos habían ingresado en la entidad procedentes de una escisión en el Madrid F. C. y, según el reglamento de la federación madrileña, ningún jugador podía jugar con otra sociedad y por tanto ningún partido sin que hubiese transcurrido al menos un año desde que abandonase el primer club y después haber disputado un mínimo de tres encuentros con su nuevo equipo. Los españolistas, que vivían tiempos confusos y de vaivenes, se unieron así al Madrid F. C. para la disputa de este campeonato, volviendo esos jugadores por un período a su anterior club.

### Participantes
| Equipos participantes | Equipos participantes | Equipos participantes | Equipos participantes |
| --------------------- | --------------------- | --------------------- | --------------------- |
| Madrid F. C.          | The Modern F. C.      | Moncloa F. C.         | Iberia F. C.          |

### Clasificación
|    |  | Equipo           | PJ | G | E | P | GF | GC | CG  | Pts | Notas                                |
| -- |  | ---------------- | -- | - | - | - | -- | -- | --- | --- | ------------------------------------ |
| 1. |  | The Modern F. C. | 5  | 3 | 1 | 1 | 10 | 5  | +5  | 7   | Campeón regional                     |
| 2. |  | Madrid F. C.     | 5  | 3 | 0 | 2 | 21 | 4  | +17 | 6   | Clasificado al Campeonato de España. |
| 3. |  | Moncloa F. C.    | 5  | 3 | 1 | 1 | 4  | 4  | +0  | 7   |                                      |
| 4. |  | Iberia F. C.     | 5  | 0 | 0 | 5 | 0  | 22 | -22 | 0   |                                      |

En caso de empate a puntos, se tiene en cuenta la diferencia de goles particular de los enfrentamientos entre los equipos implicados y, en caso de perdurar dicho empate, la diferencia entre goles anotados y recibidos.
El Madrid F. C. se clasifica para el Campeonato de España en el concurso clasificatorio.
|                          |
| Campeón The Modern F. C. |
| 1.er título              |

### Evolución de la clasificación
```
15-11-1903    Moncloa FC – Moderno FC        * 1-3
15-11-1903    Madrid FC - Iberia Fc          * 8-0
22-11-1903    Moderno FC - Iberia FC         * 6-0
29-11-1903    Moderno FC – Madrid FC         * 1-4 El Madrid cedió los puntos??
05-12-1903    Moncloa FC – Iberia FC         * ? vencedor Moncloa 

08-12-1903    Madrid FC – Moncloa FC         * ? vencedor Moncloa 

13-12-1903    Iberia FC - Moderno            * ? vencedor Moderno por incomparecencia de Iberia FC 

20-12-1903    Moncloa FC - Madrid FC         * 3-1

23-12-1903    Iberia - Madrid FC             * 0-8

27-12-1903    Moderno FC - Moncloa FC        * 0-0

01-01-1904    Iberia FC - Moncloa FC           ?
03-01-1904    Madrid FC - Moderno FC           ?
```